# 柯拜船坞
柯拜船坞（英語：Couper Dock），是位于中国广州市黃埔區长洲街道长洲岛北部长洲街188号，黄埔造船厂厂区内的一处船坞，以建立者约翰·柯拜（John Couper）命名。在其基础上成立的是近代中国的第一个外资企业，也是外国人在中国开设的第一个造船坞、同时是中国近代工业最早出现的工厂，是中国近代造船工业的萌芽，为中国近代工业的最早开端。
1845年，大英轮船公司职员，苏格兰人约翰·柯拜被公派到广州任公司代表，他在长洲岛原有的一些土船坞的基础上开展船舶修理业务，建立了一个石船坞，被称为柯拜船坞。第二次鸦片战争期间，柯拜船坞被捣毁，柯拜本人也被广州民众擄走，不知所终。
第二次鸦片战争以英国胜利告终后，清政府被迫向柯拜家族支付12万银元作为赔偿，1861年柯拜之子约翰·卡杜·柯拜便利用这笔赔款建立了，将船坞扩建为4座，其中1座於1862年建成，位於現黃埔造船廠內，東征陣亡烈士紀念坊西側約20米處，塢長167.64米、塢口寬為24.38米、深5.19米，四周用花崗石砌成。塢的兩邊層疊著一級級石階梯，塢口向著新洲河道，為正北方向。此塢有兩道浮門，分內外兩區，可供兩艘中、小型船隻同時入塢，或一艘5000噸的輪船入塢修理。這個船塢在19世紀60年代被稱為「中國最大的石船塢」。1863年，约翰·卡杜·柯拜将船坞出售给怡和洋行等財團，成為香港黄埔船坞公司（The Hong Kong and Whampoa Dock Company Limited）的資產，及後香港黄埔船坞公司出售船坞予兩廣總督劉坤一，集中發展香港船坞。香港黃埔船塢英文名中的，正是廣州黃埔的傳統英文譯名。
文化大革命期間，黃埔造船廠在開挖地洞和隧道時，將船塢填塞了近四分之一。後來又在塢前修築馬路，致船塢現在剩130.2米，已不能與珠江相通。由於兩道浮閘已被拆毀，亦失去修理船隻的作用。1999年，列为广州市文物保护单位。2018年1月，列入中国工业遗产保护名录第一批名单。2022年7月，列为第十批广东省文物保护单位。2024年2月，船坞所属的中国船舶黄埔文冲文化园被列入第三批广东省工业遗产名单。